# Crassula bergioides
Crassula bergioides (лат.) — вид растений рода Толстянка (Crassula) семейства Толстянковые (Crassulaceae), естественно произрастающий на территории Капской провинции Южно-Африканской Республики.

## Название
Родовое латинское название Crassula происходит от латинского слова crassus, — «толстый», в основном из-за присутствия у растений этого рода сочных листьев.
Видовой латинский эпитет bergioides происходит от названия рода Bergia и греческого суффикса -oides, — «напоминающий».

## Ботаническое описание
Однолетнее растение, прямостоячее, высотой до 6 см, либо голое, либо слегка опушенное. Листья расположены супротивно, обладают яйцевидно-треугольной формой и реснитчатым краем. 
Соцветие тирсовое, обычно с многочисленными сидячими дихазиями, иногда редуцированными до одной, с цветками, имеющими 5 лепестков. Чашечка состоит из треугольных лопастей, длиной 2-3 мм, острых и/или с конечной щетинкой, несколько мясистых и зеленых. Венчик чашевидный или трубчатый, у основания едва сросшийся, окрашен в белый, переходящий в коричневый цвет; лепестки треугольно-ланцетные, острые и кильчатые к вершине, вертикально стоящие с слегка изогнутыми вершинами. Тычинки с желтыми пыльниками. Семена, их численность составляет 10-14, освобождаются через верхнюю пору и близкую к основанию околорезцовую часть околоплодника.

## Таксономия
Crassula bergioides Harv., первое упоминание в Fl. Cap. 2: 352 (1862).

### Синонимы
- Crassula aristata Schönland
- Crassula pusilla Schönland